# Herstoria

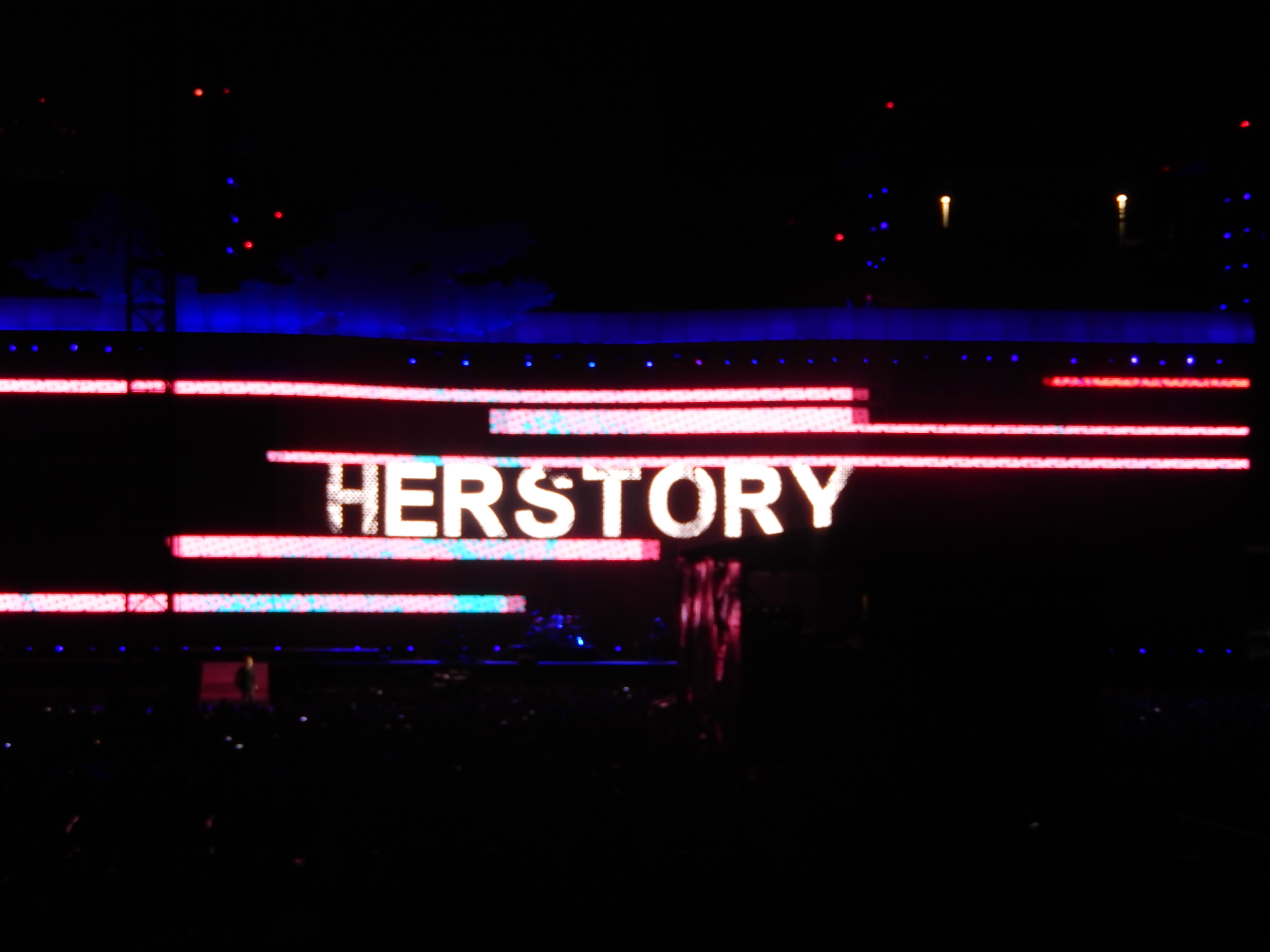
Cartel de herstory

Herstory (castellanizado como herstoria[cita requerida]), es un concepto feminista, siendo un juego de palabras entre history (historia) y his story (el relato de él). Her story literalmente sería "el relato de ella". Este término se puede entender de varias maneras. Se puede usar en referencia a la crítica de la historia documentada. Puede referirse a la colección de literatura y textos escritos por mujeres que antes fue negada por los académicos como fuentes válidas y también puede referirse al movimiento feminista.
El discurso del término pone énfasis en el papel de la mujer, desde la perspectiva femenina y trata de reconstruir la historia de la mujer que se ha ignorado en muchas partes de la historia documentada.
El movimiento de herstoria ha generado publicaciones centradas en el punto de vista de mujeres, como Virago Press en 1973, con obras de ficción y de no ficción. Muchas mujeres autoras como Gin Phillips pudieron publicar sus libros con la ayuda de Vigaro Press. La novela de Phillips The Well and the Mine fue rechazada por cada gran editorial en Estados Unidos, pero Virago Press le ayudó encontrar a Howthorne, quien finalmente publicó la novela. Otras autoras como Sorcha MacMurrough y Jac Carey han publicado libros que se considera herstoria. En todos de estos textos se encuentra la perspectiva de la mujer.

## Origen
Según Oxford, Robin Morgan fue la primera persona quien popularizó la palabra herstory en su libro Sisterhood is powerful, publicado en los años 1970. En su libro comenta sobre la organización feminista WITCH. En el acrónimo WITCH significa "women inspired to commit herstory" que significa mujeres inspiradas para cometer herstoria.
En el año 1978 Casey Miller y Kate Swift usaron la palabra en Words & Women. Lo usa de la manera de historia pero con énfasis de la perspectiva femenina. Durante los años 1970 y 1980 el estudio de historia era dominada por hombres y la creación de "herstoria" era una forma de recompensa. Era un tipo de historia con particularidad de las vidas de las mujeres y el impacto que tenían. El término se puede usar con un sentido serios o cómico. Se podía encontrar la palabra en camisa y en botones.

## Crítica
Christina Hoff Sommers en su libro Who Stole Feminism? (¿Quién robó el feminismo?) caracteriza el concepto de herstoria como un intento de integrar ideologías feministas con la historia y argumenta que esta ideologización implicaría un daño a la calidad de la información histórica documentada. Critica la herstoria como parte de un negacionismo que pretende la revaluación y la destrucción de documentos históricos para su reinterpretación, considerando este intento demasiado artificial e impediente para el progreso.

## Herstoria en el mundo latino
NWHP (National Women's History Project) rinde homenaje a diversas mujeres latinas que han impactado una comunidad, una población y a quiénes hayan roto barreras en el mundo femenino. Estas son artistas, activistas políticas, escritoras, compositoras, actrices, abogadas, y astronautas.